# Miguel de Unamuno
Miguel de Unamuno y Jugo (ur. 29 września 1864 w Bilbao, zm. 31 grudnia 1936 w Salamance) – hiszpański intelektualista, znany jako literat, publicysta i filozof. Pisał powieści, nowele, dramaty i poezje. Jako publicysta napisał ponad 5000 artykułów prasowych. W kulturze europejskiej początków XX wieku zdobył miejsce przede wszystkim jako eseista, autor refleksji nad istotą hispanizmu w kontekście międzynarodowym. Był dwukrotnie rektorem Uniwersytetu w Salamance (1901–1914, 1931–1934). Politycznie jest klasyfikowany jako przedstawiciel późnego liberalizmu, światopoglądowo jako reprezentant wczesnego chrześcijańskiego egzystencjalizmu. Był zwolennikiem dialektycznej koncepcji antropologicznej. Początkowo opowiadał się przeciwko dominacji religii w życiu publicznym, potem przeciw wojowniczej laicyzacji. Uważany ze jednego z najwybitniejszych intelektualistów hiszpańskich XX wieku.

## Rodzina, dzieciństwo i młodość

### Wstępni i krewni
Ojczysty dziadek Unamuno, Melchor Jesús de Unamuno Garitano y Aguirrececeaga (1781–1859), pochodził z dość ubogiego baskijskiego drobnomieszczaństwa i miał warsztat cukierniczy w miasteczku Vergara (prowincja Vizcaya). Jego syn i ojciec pisarza, Félix María de Unamuno Larraza (1823–1870), jako młody człowiek wyemigrował do Meksyku. Do Baskonii powrócił na tyle wzbogacony, że w końcu lat 50. otworzył własny, nowoczesny warsztat piekarski w centrum Bilbao. W roku 1860 ożenił się z młodszą o 17 lat Marią Salomé Crispiną de Jugo y Unamuno (1840–1908), swoją własną siostrzenicą. Małżeństwo zamieszkało w Bilbao, w dzielnicy Achuri. W latach 1861–1862 urodziły się dwie starsze siostry Miguela (jedna zmarła mając 4 lata), w roku 1865 jego młodszy brat, a w latach 1866–1870 kolejne dwie, młodsze siostry. Rodzinie powodziło się względnie dobrze; w domu starano się mówić po hiszpańsku, choć ojczystym językiem obojga rodziców był baskijski. Ojciec został w roku 1869 wybrany do rady miejskiej. W roku 1870 Félix de Unamuno zmarł; rok potem zmarła w wieku roku najmłodsza siostra. Owdowiała trzydziestoletnia matka rygorystycznie przestrzegała żałoby i odtąd ubierała się na czarno. Jako energiczna kobieta wynajęła warsztat; z rodziną zamieszkała też dysponująca pewnym kapitałem matczyna babka Miguela, a czwórka dzieci wzrastała w dobrych warunkach materialnych. Nikt z rodzeństwa nie stał się osobą publicznie znaną (młodsza siostra została zakonnicą), to samo dotyczy jego licznego potomstwa (dziewięcioro dzieci, trzynaścioro wnuków, 45 prawnuków). Najbardziej znanym krewnym Miguela był jego matczyny kuzyn Telesforo de Aranzadi y Unamuno (1860–1945), antropolog, dziekan na uniwersytecie w Barcelonie.

### Wykształcenie

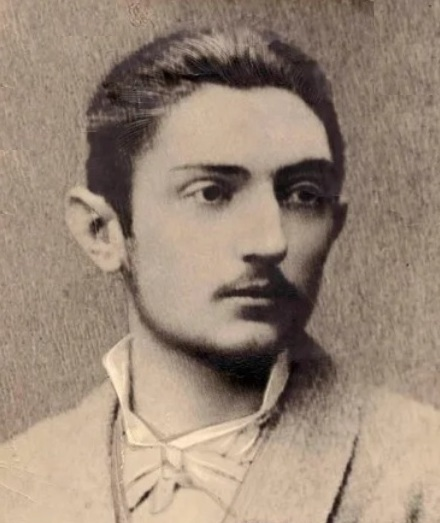
Unamuno, ok. 1885

Swoje pierwsze nauki Miguel odebrał w przykościelnym Colegio de San Nicólas; w latach 1873–1874 był świadkiem oblężenia Bilbao przez wojska legitymistów podczas Trzeciej Wojny Karlistowskiej. W roku 1875 zdał egzamin do Instituto Vizcaíno, świeckiej szkoły średniej w Bilbao i jedynej tego typu w całej prowincji Vizcaya. Uczył się bardzo dobrze, zdradzając już wtedy szerokie zainteresowania, choć zwłaszcza filozofią, oraz wyróżniając się między rówieśnikami. Wstąpił do religijnej Congregación de San Luis Gonzaga, gdzie został sekretarzem rady. Bachillerato uzyskał w roku 1880. W tym samym roku rozpoczął w Madrycie studia na wydziale Filozofii i Literatury Universidad Central. W mieście nie czuł się dobrze, nie nawiązał trwalszych przyjaźni i narzekał na samotność; na wakacje letnie i bożonarodzeniowe chętnie wracał do Bilbao. W Madrycie, na drugim roku studiów, zaczął też zaniedbywać praktyki religijne. Uzyskiwał różne oceny; zdarzały się średnie (aprobado), ale przeważały bardzo dobre (notable) i znakomite (sobresaliente). W trakcie nauki zdobył nagrodę nadzwyczajną w zakresie języka i metafizyki greckiej. Jego mistrzem, do którego nawiązywał w trakcie swojej późniejszej kariery, był Marcelino Menéndez Pelayo. W roku 1883 uzyskał licencjat, odpowiadając na wylosowany temat El bien. Concepto del bien mostrado en la conciencia: orden. W roku 1884 ukończył studia jako doctor en Filosofía y Letras; jego rozprawa dyplomowa, Crítica del problema sobre el origen y prehistoria de la raza vasca, dotyczyła baskijskiej prehistorii i została oceniona jako sobresaliente.

### Początki zawodowe i rodzinne

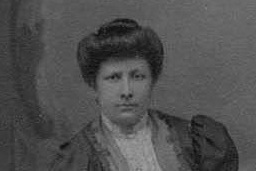
Żona (zdjęcie późniejsze)

Po studiach Unamuno wrócił w roku 1884 do rodzinnego Bilbao; podjął pracę w szkole którą sam ukończył, Instituto Vizcaíno, jako wykładowca łaciny. W roku 1886 opublikował w miejscowym El Noticiero de Bilbao swój pierwszy artykuł prasowy, będący próbą opisu architektury miasta tak jak jest ona widziana oczami młodej dziewczyny, Magdaleny. W roku 1888 ubiegał się katedrę psychologii w Instituto de Bilbao, ale odpadł na wstępnym etapie konkursu. W tym samym czasie Unamuno zgłosił swoją kandydaturę na otwieraną właśnie przez biskajskie władze samorządowe katedrę języka baskijskiego w tym samym instytucie. Choć doszedł do etapu finalnego konkursu, ostatecznie przegrał z Resurrección María de Azkue, świeżo wyświęconym księdzem i późniejszym bardzo znanym baskologiem, jednym z pionierów rodzącej się filologii baskijskiej. W tym czasie był już narzeczonym Concepción Lizárraga Ezenarro (1864–1934), sieroty wychowywanej przez dziadków. Unamuno znał ją od dzieciństwa m.in. ze wspólnych katechez; już wtedy zwróciła jego uwagę, a wg niektórych źródeł już w wieku 12 lat przyrzekli sobie miłość. To właśnie ona była „Magdaleną” z jego pierwszego artykułu. Młodzi zawarli związek małżeński w styczniu 1891 roku; przyszły pisarz nie był pewny swojej wiary, a związek potraktował jako próbę jej ożywienia. Wiosną tego samego roku Unamuno przystąpił do piątego już konkursu na posadę akademicką, tym razem na katedrę greki na Uniwersytecie w Salamance. Z procesu konkursowego wyszedł zwycięsko, i począwszy od roku akademickiego 1891/92 miał rozpocząć nauczanie.

## Pierwsze lata profesury (1891–1901)

### Uniwersytet: konflikty ideowe
Gdy Unamuno przybył do Salamanki, tamtejszy uniwersytet był politycznie jednoznacznie kojarzony z bezkompromisową tradycją konserwatywną, momentami graniczącą z integryzmem i tradycjonalizmem; reprezentowali go kierownicy katedr na wydziałach teologii i prawa Alejandro de Torre Vélez, Nicasio Sánchez Mata i Enrique Gil Roblés. Dość szybko na tym tle doszło do konfliktu z Unamuno. Wkrótce po jego przybyciu zmarł jeden z nielicznych reprezentantów liberalizmu i krausizmu, Mariano Arés Sanz; niektórzy z profesorów sprzeciwiali się uroczystemu pogrzebowi z udziałem władz uniwersyteckich. Ich właśnie na forum akademickim zaatakował Unamuno, zarzucając im doktrynerstwo i średniowieczne obsesje. Gdy otwierając rok akademicki 1891/92 Gil Roblés zaprezentował utrzymany w duchu integryzmu wykład, Unamuno zareplikował w cyklu 5 artykułów prasowych. W niezwykle agresywny, niespotykany w ówczesnym świecie akademickim sposób określił oponenta mianem „inepto, mediocre y indocto”, a jego wykład jako „sudado, artificioso, falso, manera y no estilo”. W wyniku będącego konsekwencją tych tekstów skandalu Unamuno przyjął nieco mniej wojowniczy ton, jednak stosunki między nim a ultrakonserwatywną elitą pozostały napięte. W połowie lat 90. przybył mu ważny sojusznik, reprezentujący prawo pozytywne Pedro Dorado Montero; w roku 1897 był on zagrożony nie tylko zwolnieniem z uniwersytetu, ale także ekskomuniką. W drugiej połowie lat 90. Unamuno i Dorado Montero stali się liderami grupy profesorów, budujących na uniwersytecie w Salamance liberalną przeciwwagę dla integryzmu i tradycjonalizmu.

### Socjalizm
Do początków lat 90. Unamuno nie był związany z żadnym ugrupowaniem politycznym, a jego poglądy polityczne historycy określają jako „nowoczesny liberalizm”. Jednak od czasu przybycia do Salamanki poglądy pisarza zaczęły się szybko radykalizować. W roku 1892 w prywatnym liscie przyznał, że uważa się za socjalistę. W roku 1893 zaczął czytać literaturę marksistowską; socjalizm rozumiał raczej jako naukę niż jako ideologię, widząc w nim analizę zasad rządzących rozwojem społecznym i gospodarczym. W roku 1894 formalnie wstąpił do Agrupación Socialista Bilbaina, głównego ugrupowania socjalistycznego w Bilbao; pozostawało ono w federacyjnym związku z największą partią socjalistyczną kraju, PSOE. W roku 1895 jako socjalista kandydował do rady miejskiej Salamanki; w swoim okręgu otrzymał tę samą ilość głosów co jego konserwatywny kontrkandydat, ale przegrał przewidziane w takich wypadkach przez ordynację losowanie. W roku 1896 Unamuno reprezentował PSOE w wyborach do Kongresu Deputowanych, startując z lewantyńskich okręgów Elche i Alicante (z którymi nie był w żaden sposób związany); poniósł klęskę. W połowie lat 90. publikował regularnie w socjalistycznych pismach biskajskich, zdarzało mu się też pisać do pism zagranicznych, np. niemieckich. W roku 1896, w związku z wystąpieniami Unamuno w obronie skazanego na śmierć Pedro Coromines, pisarz zbliżył się nieco ze środowiskami anarchistów. Narastające wątpliwości ideowe, niechęć do dyscypliny partyjnej oraz własna ewolucja religijna sprawiły, że Unamuno wystąpił z partii socjalistycznej w roku 1897.

### Kryzys religijny
Unamuno został wychowany w rodzinie katolickiej i do czasu wyjazdu do Madrytu pozostawał gorliwym katolikiem, m.in. jeszcze na studiach codziennie uczestniczył we mszy św. i co miesiąc przystępował do eucharystii. Jego pierwsze wątpliwości dotyczyły doktryny potępienia wiecznego; początkowo sam był nimi zaniepokojony, ale potem zaczął uważać je za element własnego rozwoju intelektualnego. W połowie lat 80. przestał regularnie praktykować, kwestionował kolejne elementy doktryny i zaczął odnosić się krytycznie do powszechnej obecności Kościoła w życiu publicznym. Konflikt z salmantyńską hierarchią po przybyciu na Uniwersytet zradykalizował poglądy Unamuno. Zmianę przyniósl rok 1897, gdy u jego rocznego syna Raimundína zdiagnozowano wodogłowie; pisarz zaczął rozpatrywać tę chorobę w kategoriach kary za własną pychę, zwłaszcza że sam ciężko zachorował na anginę i stwierdzono u niego tachykardię. Podjął szereg działań ekspiacyjnych, m.in. porzucił socjalizm, a w pobliskim klasztorze godzinami modił się twarzą do ściany, tak jak niegdyś karano go w dzieciństwie. Podjął na nowo praktyki religijne, ale jego wiara zaczęła formatować się w indywidualnych, cokolwiek mistycznych kategoriach, coraz bardziej zmierzających w stronę katolickiej heterodoksji; umocnił się też w przekonaniu o zbyt dużej roli religii i kleru w Hiszpanii. W prywatnych listach do przyjaciół pisał, że praktykuje bez wiary, a analizując własne dylematy obawiał się popadnięcia w szaleństwo. Swoje dzieci wychowywał jednak po katolicku i przestrzegając sakramentów.

### Publicystyka

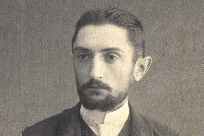
Unamuno, lata 90. XIX w.

W latach 1891–1893 Unamuno średnio co dwa tygodnie pisał do gazet z Salamanki, zwłaszcza do republikańskich La Libertad i La Democracia. Tę ostatnią gazetę redagował jego uniwersytecki kolega Enrique Soms Castelín; w pewnym okresie Unamuno wręcz zastępował go w niektórych pracach redakcyjnych. W ok. 45 podpisywanych pseudonimami lub inicjałami tekstach poruszał szereg tematów, od walk byków poprzez zwyczaje lokalne, wychowanie po politykę. To właśnie cykl tekstów w La Libertad wywołał burzę na uniwersytecie; w innych pisarz nie krył swoich socjalistycznych przekonań, pisząc np. o konflikcie między „kapitałem” a „pracą” itp. Współpracował też z prasą z Bilbao, przede wszystkim z El Nervión. Choć wydawane przez biskajską oligarchię finansową, pismo to było głosem w sprawie kultury Baskonii; w latach 1891–1895 pisarz zamieścił tam ok. 50 tekstów. W latach 1894–1897 skoncentrował się na współpracy z innym periodykiem z Bilbao, socjalistycznym La lucha de Clases; bibliograf doszukał się 324 zamieszczonych tam artykułów (część to tłumaczenia), mieszczących się w szerokim przedziale między analizą doktrynalną a propagandą socjalistyczną. Zerwanie współpracy nastąpiło w roku 1897; jeden z antymilitarystycznych tekstów Unamuno kosztował redaktora naczelnego La lucha pobyt w areszcie, i na tym tle doszło między nimi do konfliktu. Pisarz powrócił do prasy lokalnej z Salamanki nawiązując trwałą współpracę z kolejnym pismem republikańskim, El Noticiero Salmantino; prowadził je jego przyjaciel Juan Barco; w latach 1898–1900 Unamuno opublikował tam, już pod własnym nazwiskiem, ok. 20 artykułów. Razem w latach 1891–1899 opublikował 434 artykuły prasowe.

### Kariera akademicka
Od roku 1891 Unamuno był kierownikiem katedry języka i literatury greckiej na wydziale Filozofii i Literatury. W wyniku konfliktu ze środowiskiem konserwatywnym nie czuł się dobrze w Salamance; w roku 1895 złożył podanie o przeniesienie na katedrę greckiego w Uniwersytecie Centralnym w Madrycie. Przegrał konkurs, a stanowisko otrzymał Ramón Menéndez Pidal. Pozycja Unamuno w Salamance była jednak coraz silniejsza; to właśnie on wygłosił prestiżowy wykład rozpoczynający rok akademicki 1900/1901. W tym czasie do wieku emerytalnego zbliżał się wieloletni rektor uniwersytetu, Mamés Esperabé, a w roku 1900 minister edukacji Antonio García Alix wymusił przejście Esperabé w stan spoczynku. Ku zdumieniu graniczącemu z szokiem, minister powołał na wakujące stanowisko właśnie Unamuno, i to pomimo faktu, że pisarz w prasie systematycznie krytykował konserwatywny rząd Silveli. Unamuno stał się w ten sposób najmłodszym rektorem w historii Hiszpanii. Jak przypuszcza historyk, swoją nominację pisarz zawdzięczał w znacznej części atmosferze, panującej w kraju po klęsce w wojnie z USA. Klęska ta uruchomiła nastroje znane jako „regeneracionismo”, tj. przekonanie, że kraj potrzebuje fundamentalnych zmian. Na tej fali doszło do prób przeprowadzenia kilku reform; García Alix zamierzał zademonstrować, że „nowe” znajdzie drogę także do świata akademickiego. Nie bez znaczenia było też wrażenie, jakie wywołała publikacja Unamuno pt. De la enseñanza superior en España (1899), proponująca szereg zmian instytucjonalno-organizacyjnych w świecie akademickim. Być może pewną rolę odegrał też cykl esejów En torno al casticismo (1895); ostatni z nich analizował przyczyny marazmu Hiszpanii.

## Rektor (1901–1914)

### Uniwersytet: kwestie urzędowe

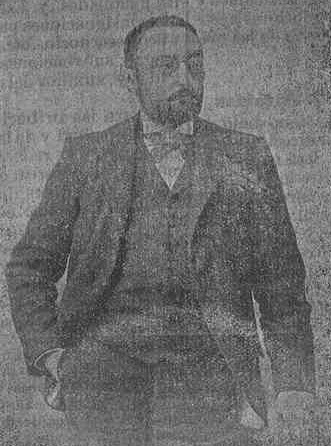
Unamuno, ok. 1901

Kilka mięsięcy po objęciu przez Unamuno stanowiska rektora w roku 1901 minister Garcia Alix podjął próbę zamknięcia wydziałów Facultades Libres oraz Ciencia y Medicina. M.in. to protesty Unamuno sprawiły, że nowy minister anulował decyzję poprzednika. W roku 1903 Unamuno objął dodatkowo katedrę filologii porównawczej, którą kierował kilka lat. W kolejnych latach nowy rektor znalazł się w kłopotliwej sytuacji, gdy na jaw wyszły poważne malwersacje finansowe jednego z urzędników uniwersyteckich, za które Unamuno był formalnie odpowiedzialny. W połowie dekady doszło do kolejnej, graniczącej ze skandalem kontrowersji; Unamuno bez konsultacji z samorządem zgodził się przekazać ministerstwu będące w posiadaniu uczelni papiery wartosciowe, na co wcześniej przez wiele lat nie godził się poprzedni rektor. Unamuno poznał osobiście króla, który był w Salamance na inauguracji roku; spotkanie nie wyszło poza ceremonialne kontakty i raczej rozczarowało pisarza, który miał nadzieję na nieformalne królewskie wsparcie. W roku 1907 Unamuno został powołany jako ekspert do nowo utworzonej Junta para Ampliación de Estudios e Investigaciones Científicas, instytucji rządowej mającej koordynować badania naukowe. W roku 1910 pojawiły się pierwsze plotki o ministerialnych planach zdymisjonowania Unamuno; wkrótce potem nowy minister zaproponował mu objęcie planowanej funkcji Inspector General de la Instrucción Pública; Unamuno odmówił. W roku 1914 minister Francisco Bergamín García wykorzystał jednek nieprawidłowości formalne, dotyczące jednego z kolumbijskich studentów na uniwersytecie, i zdymisjonował Unamuno. Rzeczywistym powodem była prawdopodobnie działalność publicystyczna pisarza, a zwłaszcza jej akcenty socjalne, laicyzujące i republikańskie.

### Uniwersytet: konflikty ideowe

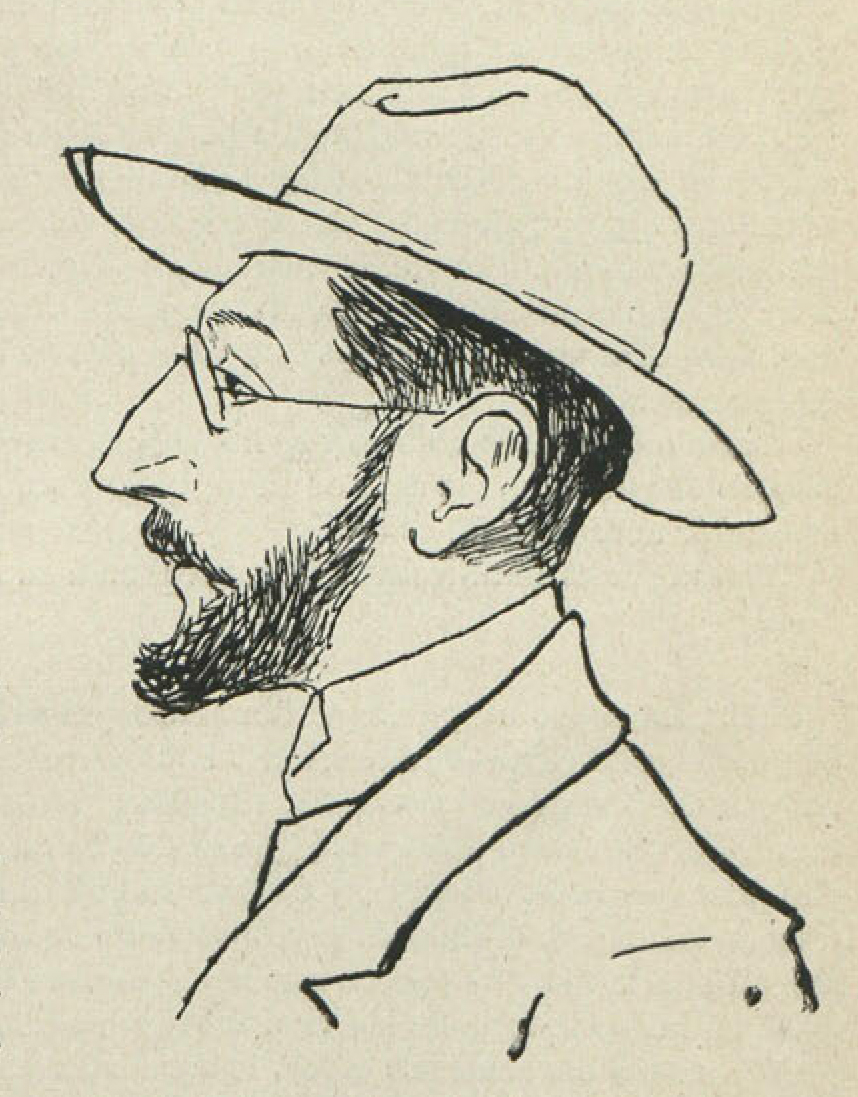
Autoportret, 1902

Liberalna mniejszość wśród uniwersyteckiej profesury powitała nominację Unamuno na stanowisko rektorskie z entuzjazmem, ale większość pozostała niechętna lub co najmniej sceptyczna, preferując raczej przedłużoną kadencję Eperabé. Po dymisji Alixa nowy minister edukacji Romanones był wobec Unamuno ostrożny; gdy przybył na inaugurację roku 1902/1903, po wysłuchaniu jego laicyzyjącego wykładu inauguracyjnego w swojej replice Romanones wydawał się moderować nastroje na sali. W roku 1903 doszło do eskalacji konfliktu z biskupem Salamanki Tomasem Cámara; powołana przez niego komisja stwierdziła, że Unamuno jako protestant, racjonalista i panteista nie ma prawa pełnić funkcji rektora. Sprawa wywołała ogólnokrajowe kontrowersje i oparła się o rząd, który jednak nie podjął żadnej akcji. Na uniwersytecie w Salamance doszło na tym tle do zamieszek; podczas interwencji Guardia Civil zginęło 2 studentów, a wielu zostało rannych. W grożącej nieprzewidzianymi konsekwencjami sytuacji Unamuno starał się uspokoić nastroje; ostatecznie premier Antonio Maura nie podjął żadnych kroków, a kwestia wygasła ze śmiercią Cámary w roku 1904. W związku z trwającymi konfliktami w połowie dekady Unamuno zaczął jednak poważnie rozważać dymisję i wyjazd na jeden z uniwersytetów w Argentynie, gdzie był już bardzo popularny. Począwszy od ostatnich lat pierwszej dekady XX wieku konflikty na uczelni zaczęły wygasać, co nie było bez związku z postępującą liberalizacją salmantyńskiej kadry akademickiej. Swoisty kamień milowy wyznaczył pod tym względem rok 1908, gdy zmarł największy przeciwnik Unamuno na salmantyńskim uniwersytecie, Enrique Gil Robles.

### Mówca,conferenciante, działacz

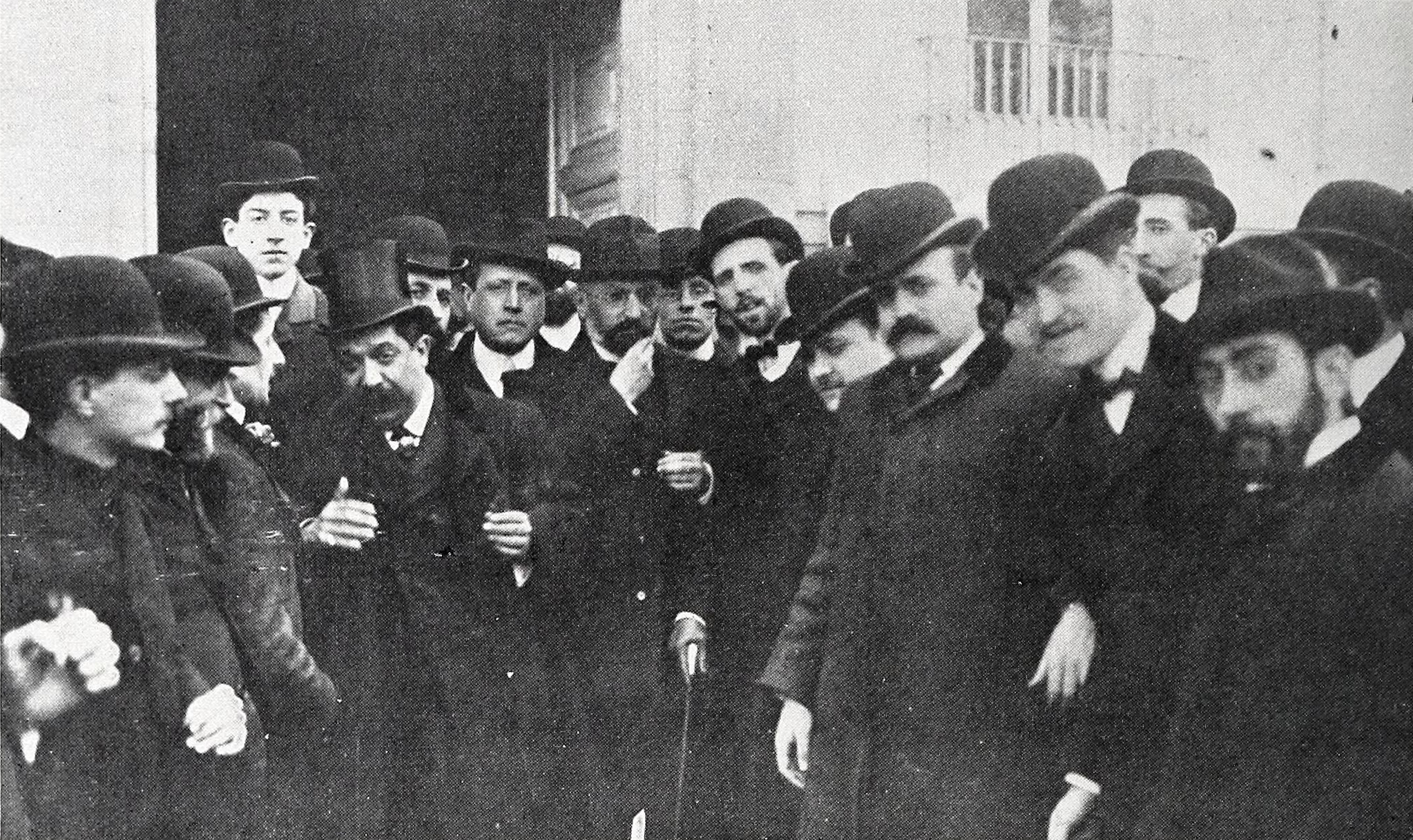
Unamuno wychodzi ze zgromadzenia w Madrycie, 1906

Unamuno wielokrotnie dawał wyraz przekonaniu, że rektor uniwersytetu nie powinien zamykać się w wieży z kosci słoniowej, ale brać czynny udział w debacie publicznej. Sam dawał tego przykład, czynnie uczestnicząc w różnego rodzaju wydarzeniach. Jednym z nich były wykłady w lokalnych Ateneos, zwłaszcza w Madrycie. Innym był udział w swoistych festiwalach kulturalnych, w Hiszpanii znanych jako tzw. Juegos Florales; będąc rektorem Unamuno występował tam najczęściej jako juror, np. w Bilbao, Santiago de Compostela czy Almería. Cechą charakterystyczną jego wystąpień była kampania na rzecz ograniczania wpływów Kościoła w świecie akademickim. Niektóre z wykładów miały z tego powodu charakter skandalizujący, np. w roku 1902 w Kartagenie. Uczestniczył w kongresach, organizowanych przez 1905 w przez Institución Libre de Enseñanza, np. w 1905 podczas Segunda Asamblea Universitaria; opowiadał się za całkowitą swobodą poglądów wśród kadry akademickiej i domagał się derogowania artykułu konkordatu, mówiącego o koniecznej zgodności nauki z doktryną katolicką. Unamuno sam porównywał swoją działalność do antykościelnego bismarckowskiego Kulturkampfu, a własne zaangażowanie określał jako „apostolado político”. Ustosunkowując się do wszystkich kolejnych wydarzeń, wstrząsających Hiszpanią – afery ¡Cu-cut! (1905), Ley de Jurisdicciones (1906), Tragicznego Tygodnia i skazania Francisco Ferrera (1909) czy zabójstwa premiera Canalejasa (1912) – Unamuno systematycznie kwestionował znaczenie tradycyjnych wartości. W artykule poświęconym anarchistycznemu zamachowi na premiera dowodził, że winna jest cała Hiszpania, ufundowana na wyzysku i skazująca masy ludowe na biedę.

### Publicystyka

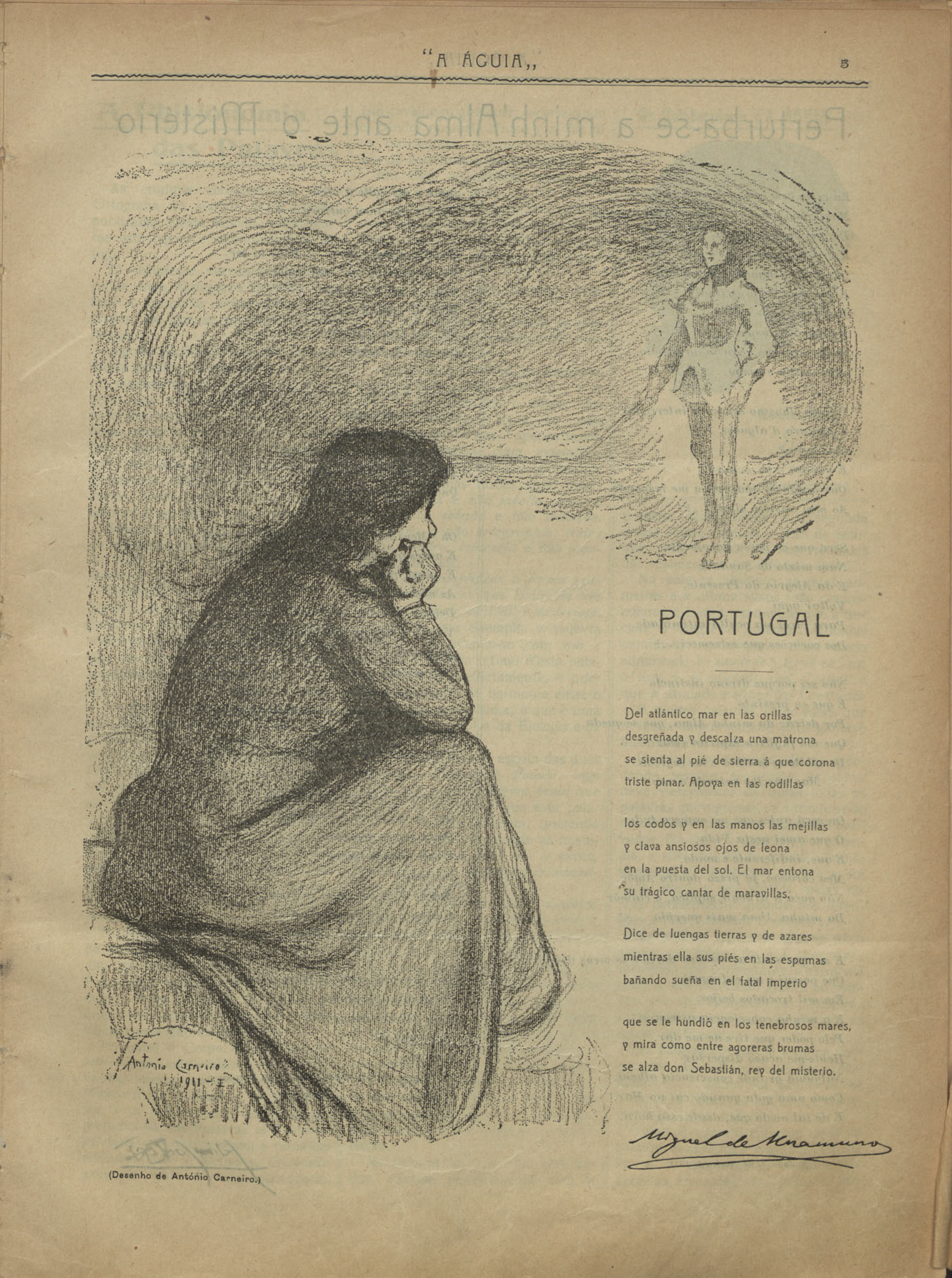
Wiersz Unamuno, 1911

Podobnie jak w poprzednich latach, Unamuno kontynuował na szeroką skalę zakrojoną działalność publicystyczną; objęcia stanowiska rektora nie tylko nie uważał pod tym względem za przeszkodę, ale wręcz za ułatwienie i zwiększenie znaczenia jego tekstów prasowych. Nadal koncentrował się na lokalnej prasie salmantyńskiej, pisząc artykuły do La Dinamita, El Diario, El Castellano, La Ciudad i El Noticiero, acz pod względem ilościowym przeważyły teksty do El Adelanto. Oprócz prasy biskajskiej, pisywał także do tytułów madryckich, także tygodników, jak ilustrowany periodyk madrycki Nuevo Mundo, oraz do niektórych innych dzienników lokalnych. Spore znaczenie – dla samego Unamuno przede wszystkim pod względem finansowym – miały też artykuły zamieszczane w prasie amerykańskiej, przed wszystkim w wydawanym w Buenos Aires dzienniku La Nación, aczkolwiek także w argentyńskich El Sol, El Tiempo, Los Tiempos Nuevos de Buenos Aires, urugwajskim El Siglo de Montevideo, wenezuelskim El Cojo Ilustrado i Caras y Caretas; tygodniki i inne magazyny obejmowały Nosotros, La Revista de Letras y Ciencias Sociales, La Prensa, La Baskonia, España, Estudios, Plus Ultra i Síntesis y Orientaciones (głównie z Argentyny). W latach 1910–tych to właśnie publicystyka prasowa wywindowała Unamuno do statusu autorytetu i swoistego celebryty; idące w dziesiątki tysięcy nakłady gazet miały znacznie większy zasięg niż drukowane w kilku tysiącach egzemplarzy i przeznaczone dla wąskiego kręgu odbiorców książki pisarza.

### Sytuacja finansowa

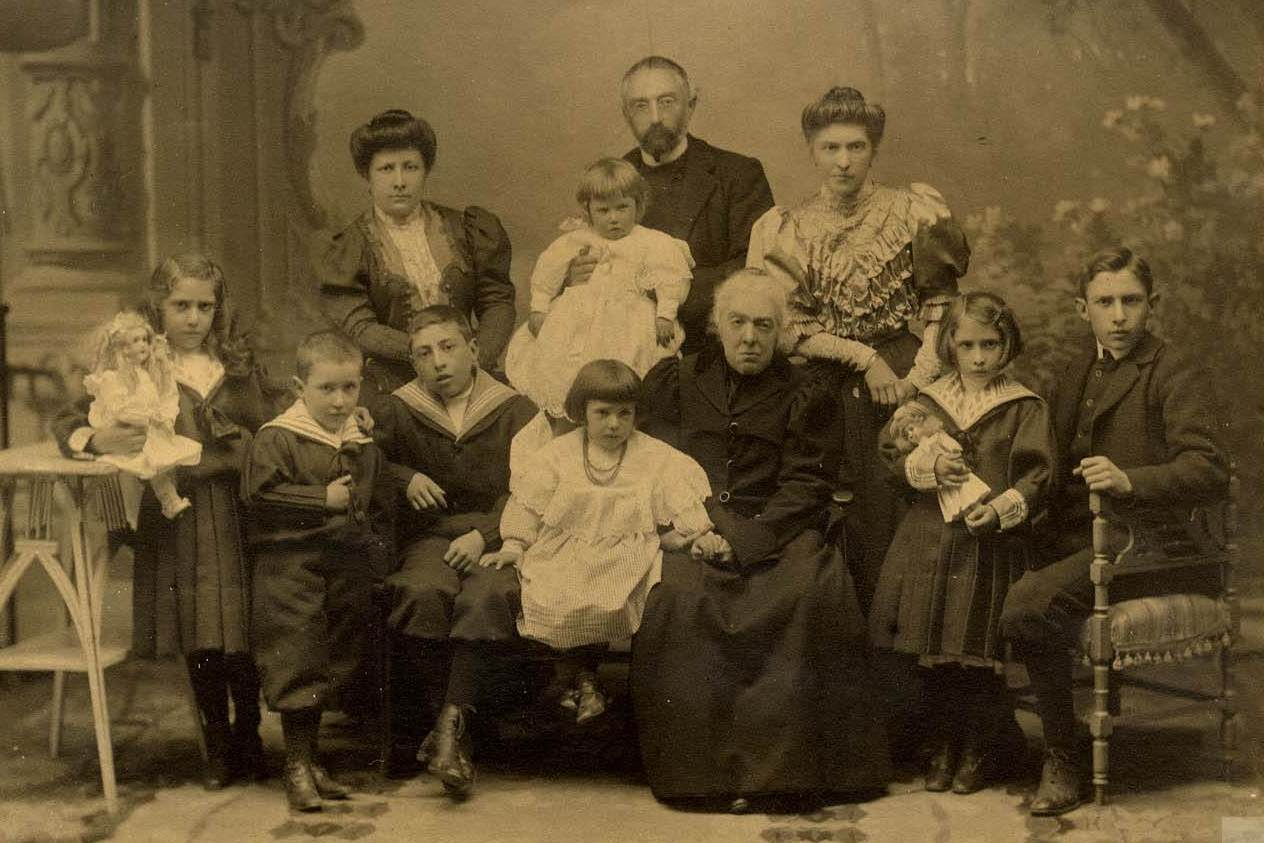
Z rodziną, 1910

Początkowo Unamuno zarabiał w Salamance 3.500 peset rocznie, mając na utrzymaniu tylko żonę. W roku 1900 miał już jednak sześcioro dzieci, a zaszeregowany na 280. miejscu wśród profesorów akademickich miał prawo do pensji 4.000 peset. Sytuacja ta stanowiła dla niego wyzwanie finansowe, zwłaszcza że stanowisko rektora było honorowe (choć przysługiwał mu obszerny apartament służbowy, a Unamuno dotąd wynajmował mieszkanie). W ciągu następnych lat urodziło się troje kolejnych dzieci i od roku 1910 pisarz miał na utrzymaniu 9 osób (jeden syn zmarł w roku 1902), a barierę 5.000 peset rocznej pensji przekroczył dopiero w roku 1907 (miejsce 210). Pisarz poszukiwał dodatkowych źródeł zarobkowania. Jedno z nich stanowiła bardzo intensywna publicystyka prasowa. W roku 1906 z tego tytułu zarobił dodatkowo 2.880 peset, a szczególnie lukratywna była współpraca z prasą amerykańską, zwłaszcza argentyńską. Wydawał co kilka lat publikacje książkowe, np. powieść Paz en la guerra (1897) przyniosła mu 1.500 peset. Dodatkowym źródłem zarobków były także tłumaczenia prac naukowych, początkowo z niemieckiego, potem z angielskiego, a z czasem z języków skandynawskich. Pod koniec pierwszej dekady XX wieku przynosiły mu one co najmniej 500 peset rocznie. W połowie 2. dekady pierwsze dzieci Unamuno zaczęły się usamodzielniać, co zmniejszyło presję finansową. Na chwilę przed utratą funkcji rektora pisarz był na 158. pozycji zaszeregowania i zarabiał 7.000 peset, co w połączeniu z innymi źródłami zarobkowania pozwalało rodzinie na wygodne (choć nie luksusowe) życie.

## Ostatnie lata demokracji liberalnej (1914-1923)

### Unamuno a Wielka Wojna
Międzynarodowe preferencje kulturowe Unamuno były nieoczywiste. Francję i Niemcy widział jako kraje, gdzie zaczyna triumfować deifikacja „postępu, rozumu i nauki”, natomiast jako przeciwieństwo francusko-niemieckiego skrajnego racjonalizmu widział kraje o większym znaczeniu duchowości w kulturze: Anglię, Hiszpanię, Włochy i Rosję. Z drugiej strony, bardzo cenił francuski system polityczny, w niemieckim widząc deficyty demokracji, imperializm i tzw. Kathedermilitarismus. Po wybuchu I Wojny Światowej bez większych wahań już we wrześniu 1914 opowiedział się po stronie Ententy i to stanowisko systematycznie podtrzymywał do końca wojny. W roku 1915 wraz z licznymi intelektualistami hiszpańskimi, jak Ortega y Gasset, Maeztu, Pérez de Ayala, Valle-Inclán, Menéndez Pidal, Azorín, Galdós, Falla – podpisał proaliancki Manifiesto de adhesión a las naciones Aliadas. W licznych artykułach prasowych – np. w barcelońskim dzienniku Iberia – wypowiadał się przeciw neutralności Hiszpanii, którą zresztą widział jako rezygnację z realizacji globalnej, dziejowej misji swojego kraju. Uczestniczył w licznych wiecach poparcia na rzecz Ententy, sam wygłaszał również profrancuskie wykłady w licznych Ateneos. Z wynikiem wojny wiązał też losy Hiszpanii obawiając się, że w przypadku zwycięstwa Państw Centralnych zatriumfują „enemigos de la democracia, de la libertad, de la opinión libre, todos los inquisitoriales que desgraciadamente son muchos, abogan por Alemania”. W początkach roku 1917 był jednym ze współzałożycieli Liga Antigermanófila. We wrześniu 1917 jedyny raz sam widział wojnę z bliska, na zaproszenie rządu włoskiego odwiedzając front włosko-austriacki; efektem tej podróży był szereg teksów, mitologizujących wojnę i w heroiczno-mistycznym tonie przedstawiających żołnierzy Ententy. Łącznie w okresie wojny napisał ok. 600 artykułów.

### W wyborach
W połowie dekady Unamuno ponownie zbliżył się do środowisk socjalistycznych. W roku 1917 jako kandydat Unión Ferroviaria, kolejowego związku zawodowego, został wybrany na 5 lat do rady miejskiej Salamanki. Uczestniczył czynnie w jej obradach. W kwestiach ekonomicznych opowiadał się za interwencjonizmem, np. za stałymi cenami zboża, mającymi zapobiec spekulacji. W kwestiach politycznych występował przeciw temu co uważał za militaryzm, np. przeciw budowie w Salamance koszar; decyzję przegłosowano wbrew niemu, a wkrótce potem niezidentyfikowani sprawcy wtargnęli na jego wykład, rozbijając ławy wykładowe i tłukąc szyby. Unamuno z kolei nie pojawił się potem na uroczystości wmurowania kamienia węgielnego, mimo że był na niej obecny król. W roku 1918 Unamuno również jako kandydat związkowy startował z Salamanki do parlamentu; zebrał 505 głosów, a zwycięski kandydat 5.133 głosy. Pisarz skomentował wynik słowami o „żałosnym mieście, gnieździe zazdrości, tchórzostwa i służalczości”. W kolejnych wyborach roku 1919 początkowo nie chciał brać udziału, określając je jako „triste farsa periódica”; ostatecznie wystartował z ramienia Partido Republicano Radical z Barcelony; zdobył 21.906 głosów, co nie wystarczyło do uzyskania mandatu. W trzecich kolejnych wyborach z roku 1920 startował jednocześnie z Bilbao i Madrytu jako kandydat republikanów; gdyby zdobył mandat, dałoby mu to także immunitet, co nie było bez znaczenia w związku z toczącym się wtedy procesem. W obu okręgach wyraźnie przegrał, uzyskując odpowiednio 2.871 i 7.717 głosów. W kolejnych wyborach, z roku 1923, nie startował.

### Na uniwersytecie

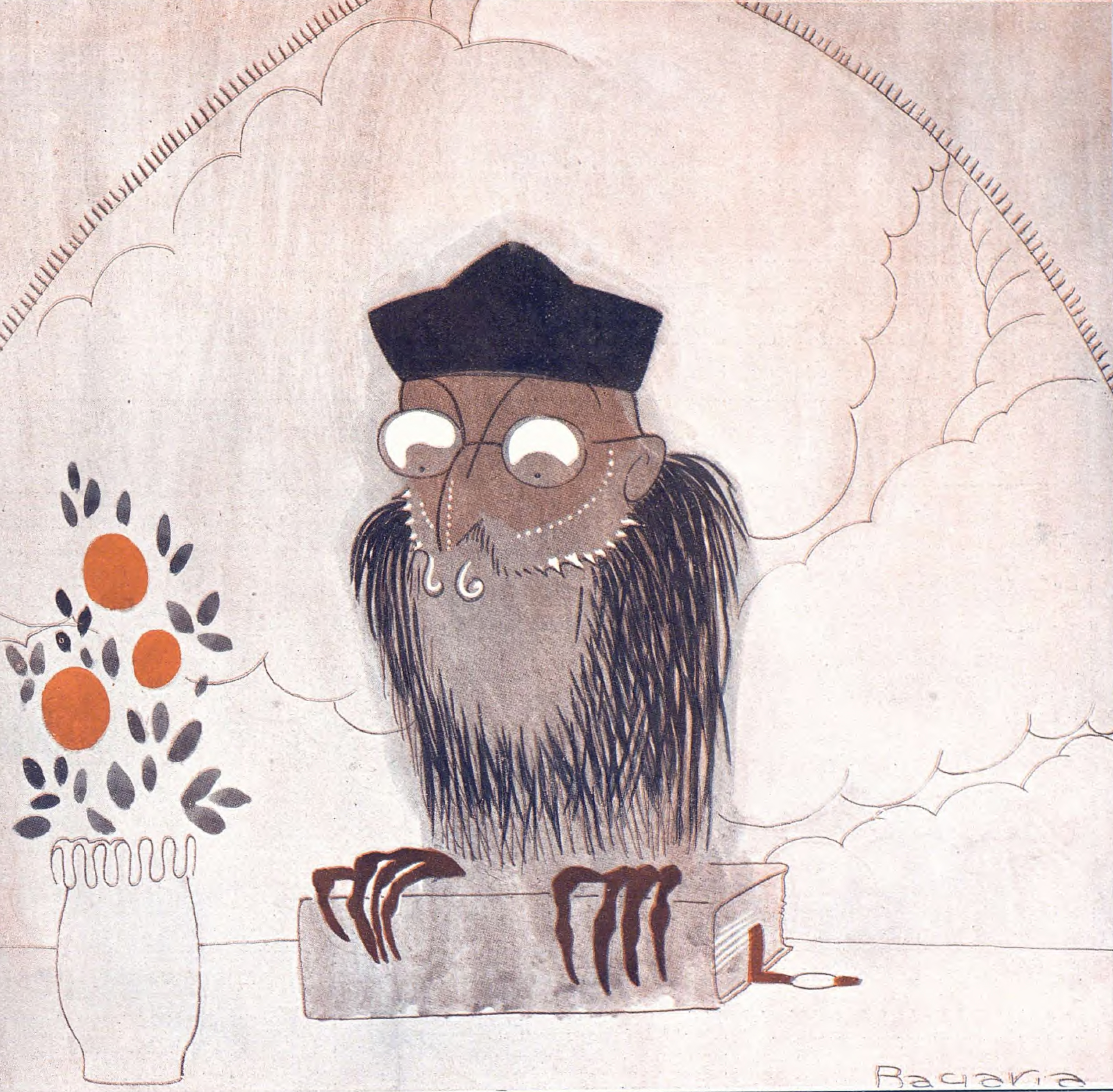
Karykatura, 1916

Unamuno kierował nadal katedrą greki na Uniwersytecie w Salamance. Od czasu złożenia go z urzędu rektorskiego i odebrania mu głosu podczas towarzyszącego temu wydarzeniu posiedzenia senatu, Unamuno w ramach protestu nie uczestniczył w obradach tego ciała. Niekiedy wysyłał jedynie na jego posiedzenia listy, np. sprzeciwiając się wyborowi konserwatywnego profesora do przewidzianej dla kurii akademickiej puli mandatów w wyższej izbie kortezów. Kontrowersje dotyczyły też kwestii ekonomicznych, np. gospodarki nieruchomościami uniwersyteckimi, jak Convento de San Bartolomé, którego Unamuno nie chciał przeznaczyć na dom akademicki. Pomimo licznych namów, Unamuno nie uczestniczył w debatach nad przyjęciem statutu uczelni, przewidzianego przez nową ustawę o samorządach akademickich. Społeczność profesorska była podzielona w opiniach w stosunku do pisarza, a wicerektor, syn poprzedniego rektora Enrique Esperabé, nie był mu przyjazny. Pomimo tego w roku 1919 właśnie z inicjatywy Esperabé senat zaprotestował przeciwko procesowi Unamuno, a sympatie wśród profesury zaczęły przechylać się na jego stronę. W roku 1921 pisarz został jednogłośnie wybrany nie tylko dziekanem Facultad de Filosofía y Letras, Wydziału Literatury i Filozofii; został także – po raz pierwszy od wprowadzenia ustawy o samorządach akademickich – wybrany na wybieralne stanowisko wicerektora. W Escalafón general de Profesorado w roku 1918 był jeszcze na 73. pozycji, w roku 1922 awansował na 45. miejsce wśród hiszpańskich akademików, z prawem do pensji w wysokości 13.000 peset.

### Przeciw systemowi
Swoje złożenie ze stanowiska rektora Unamuno zinterpretował jako dowód na niewydolność systemu restauracji, który w ramach własnych wewnętrznych mechanizmów nie jest w stanie sam się zreformować. Od tego czasu pisarz zaczął coraz wyraźniej wypowiadać się w duchu antyustrojowym, skierowanym tak przeciwko hiszpańskiej wersji parlamentaryzmu jak pośrednio również monarchii. Wojnę 1914–1918 postrzegał w kontekście wydarzeń wewnętrznych, wyrażając nadzieję, że zwycięska konfrontacja „demokracji i sprawiedliwości” z „imperium siły” oznaczać będzie także koniec skorumpowanego, opartego na kacykiźmie systemu hiszpańskiego. Podejrzewał, że środowiska germanofilskie – do których zaliczał też króla – chcą naśladować niemiecki model polityczny, zwiększyć rolę monarchy i nadać systemowi rys autorytarny. Wprowadził do obiegu termin „patrimonialismo”; miał on oznaczać, że dwór, armia i biurokracja rządowa traktują kraj jako patrymonium, swoją własność. Miał nadzieję, że Liga Antigermanófila przekształci się w ruch o charakterze „obywatelskim, liberalnym, demokratycznym”, będący początkiem fundamentalnej reformy hiszpańskiego życia publicznego. Popierał strajk generalny roku 1917, licząc, że doprowadzi on do politycznego i ustrojowego wstrząsu. Od roku 1918 antysystemowa publicystyka Unamuno nabrała niezwykle uporczywego i agresywnego charakteru, coraz wyraźniej kierując się również przeciw królowi oraz monarchii jako takiej. Paliwem dla niej była toczona od roku 1920 wojna w Maroku i seria klęsk, a zwłaszcza katastrofa w bitwie pod Annualem w roku 1921. Unamuno uważał, że dwór, generalicja i oligarchia finansowo-przemysłowa dążą do stworzenia „Viceimpero Ibérico” w Afryce, mającego ułatwić Alfonsowi XIII objęcie roli „hiszpańskiego kajzera”.

### Proces
W roku 1920 trzy z artykułów Unamuno, opublikowanych w latach 1918–1919 w dzienniku El Mercantil Valenciano, stały się przedmiotem prowadzonego przez Audiencia de Valencia postępowania sądowego; zarzucono im obrazę króla (art. 162 kodeksu karnego). W przypadku jednego tekstu zarzut oddalono, w przypadku dwu innych – El archiducado de España oraz Irresponsabilidades – potwierdzono. Za obrazę uznano m.in. szyderstwa z króla jako „arcyksięcia Hiszpanii” i pionka w ręku matki (byłej regentki), oraz przedstawienie kraju jako niemieckiego protektoratu, rządzonego z pogwałceniem konstytucji. Na procesie pisarz był obecny wraz z adwokatem. Za każdy z artykułów z osobna sąd skazał Unamuno na 8 lat więzienia i 500 peset grzywny. Unamuno odwołał się do trybunału apelacyjnego, a sprawa wzbudziła duży odzew opinii publicznej; środowiska inteligenckie i akademickie wysłały wiele listów protestacyjnych. W roku 1921 Tribunal Supremo – przed którym reprezentował go Melquiades Alvarez – utrzymał wyrok 16 lat więzienia i 1.000 peset grzywny. Do wykonania wyroku nigdy nie doszło, bowiem Alfons XIII ułaskawił pisarza. W roku 1922 król zaprosił Unamuno do pałacu; pisarz celowo złamał wiele zasad etykiety, ale ich dwugodzinna rozmowa utrzymana była w poprawnym i rzeczowym tonie. Nie doprowadziła jednak do zbliżenia stanowisk, a Unamuno – według własnej późniejszej relacji – dał królowi do zrozumienia, że nie uważa go za zdolnego do rządzenia krajem. Audiencja wywołała za to burzę w środowiskach republikańskich, które przyjęcie zaproszenia uznały za zdradę ideałów i poparcie udzielone tak skompromitowanemu ich zdaniem monarsze, jak całemu przeżartemu korupcją systemowi politycznemu.

## Unamuno wobec dyktatury (1923–1931)

### Pierwsze miesiące (1923–1924)
Zamach stanu Miguela Primo de Rivery zastał Unamuno w Salamance; nadal kierował na uniwersytecie katedrą języka greckiego, dziekana i wicerektora. Przez kilka pierwszych tygodni pisarz nie wypowiadał się publicznie na tematy polityczne, chociaż w prywatnej korespondencji ustosunkował się do Primo bardzo krytycznie; oskarżał tak generała jak króla – którego uważał za co najmniej biernego współuczestnika zamachu – o atak na wartości demokratyczne, o wskrzeszenie starej i dramatycznie ciążącej na historii Hiszpanii tradycji pretoriańskiej, wreszcie o egzaltację prymitywnego militaryzmu. W pierwszych artykułach, drukowanych po zamachu, dość enigmatycznie piętnował kult męskości i ślepej dyscypliny. Jednak począwszy od listopada, świadom wprowadzonych przez dyktaturę ograniczeń cenzuralnych, Unamuno wysyłał swoje teksty do prasy zagranicznej, głównie francuskiej. Wyrażał się w nich coraz bardziej zdecydowanie; w grudniowym artykule w paryskim Le Quotidien pisał o „pauvre Espagne, aujourd’hui victime de la réaction la plus barbare”. Styczniowy numer argentyńskiego magazynu Nosotros przyniósł list Unamuno do jednego z jego korespondentów w Buenos Aires, w którym określił reżim mianem „beocia encanallada”. Jak przypuszcza historyk, tekst ten wyznaczył kres cierpliwości Primo; 20 lutego 1924 rada ministrów przyjęła dekret, który zobowiązywał Unamuno do osiedlenia się na kanaryjskiej wyspie Fuerteventura. Stracił także wszystkie funkcje na uniwersytecie i został skreślony z urzędowej listy zaszeregowania profesorów akademickich.

### Fuerteventura (1924)

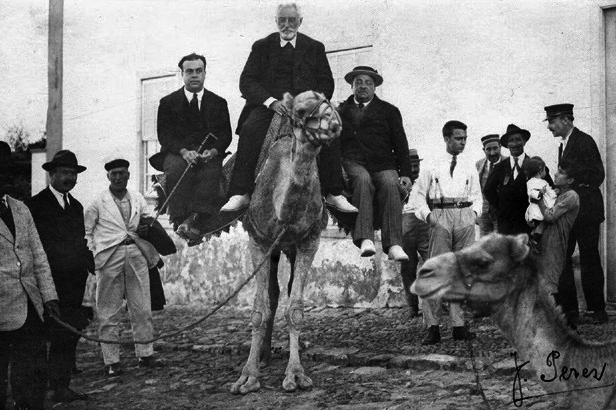
Na Fuerteventura

Podczas przejazdu pociągiem do Kadyksu Unamuno witany był manifestacjami poparcia; największa z nich miała miejsca na madryckim dworcu Estación de Norte. W swojej krytyce reżimu Unamuno był jednak izolowany, a większość hiszpańskiej opinii publicznej patrzyła na dyktaturę z nadzieją. Jej wyrazicielem był Ramiro de Maeztu, który w swoich tekstach wykpiwał „señora Unamuno”. Pisarz po przybyciu na wyspę zamieszkał w jej głównym mieście, Puerto de Cabras (obecnie Puerto del Rosario), i pozostawał pod nadzorem Guardia Civil. Prowadził tam życie emeryta, aczkolwiek nadał pisał liczne artykuły do gazet zagranicznych; zwłaszcza prasa francuska krytykowała reżim Primo za zesłanie Unamuno. Już w maju 1924 dyktator wydawał się skłonny do ustępstw. 4 lipca król podpisał szeroko zakrojony akt amnestyjny, obejmujący różne kategorie skazanych i podejrzanych, włącznie z kategorią „condenados por delito o falta cometidos por medio de la imprenta”. 9 lipca na jachcie, który opłacił i zorganizował właściciel paryskiego Le Quotidien Henry Dumay, Unamuno wypłynął z Fuerteventury do Cherbourga. Pisarz twierdził potem, że o amnestii dowiedział się dopiero podczas rejsu do Francji, przedstawiając swoją podróż jako ucieczkę; historyk twierdzi jednak, że Unamuno osobiście doręczono akt amnestyjny, a jego późniejsze kłamstwa miały być próbą propagandowego ośmieszenia Primo. Po przybiciu do francuskiego portu Unamuno przebywał kilka dni na atlantyckim wybrzeżu, entuzjastycznie witany przez grupy hiszpańskich i francuskich zwolenników, po czym osiadł w opłaconym przez literatkę Pauline Ménard-Dorian pensjonacie w Paryżu.

### Paryż (1924–1925)
W Paryżu Unamuno rozpoczął intensywną działalność publicystyczną i para-polityczną; pisał liczne teksty do prasy, zwłaszcza do Le Quotidien, uczestniczył w spotkaniach literackich, mityngach i uroczystościach o charakterze liberalnym. Objął prezesurę hiszpańskiej sekcji Fédération Internationale des Ligues des Droits de l’Homme, w której działał razem z innymi republikańskimi egzulantami. Spotykał się m.in. z uchodźcami z faszystowskich Włoch czy rządzonej przez wojskową dyktaturę Portugalii, wygłaszał wykłady. Reżim Primo puścił w obieg pojęcie „Comité revolucionario de París”, choć de facto istniała jedynie luźna grupka intelektualistów, której jądro stanowili Unamuno, Blasco Ibañez, Ortega (Eduardo) i Carlos Esplá. Grupa ta pozostawała w kontakcie z anarchistycznym Comité de Relaciones Anarquistas, który w listopadzie 1924 zorganizował nieudaną próbę powstania w Hiszpanii. Sprowadziła się ona do wypadu 40 anarchistów przez granicę do nawarryjskiej miejscowości Vera de Bidasoa; w walce śmierć poniosło dwu gwardzistów, a 3 spośród schwytanych zapłaciło za próbę rebelii gardłem. W tym czasie Unamuno wspierał rekrutację do kolejnych grup partyzanckich, które miały przedostać się z Francji do Hiszpanii. Reżim Primo zorganizował jesienią na granicy prowokację, która przedstawiona jako komunistyczna rebelia miała uzasadnić skierowane do rządu w Paryżu żądanie ekstradycji Unamuno. Ubocznym skutkiem pobytu we Francji stała się zmiana stanowiska Unamuno w kwestiach religijnych. „Années folles” widział jako moralną degrengoladę i kult nieodpowiedzialności, interpretując je w duchu Spenglera jako „Untergang des Abendlandes”, zmierzch cywilizacyjny. Laicką „europeizację” zaczął postrzegać jako zagrożenie dla tożsamości hiszpańskiej.

### Hendaye (1925–1928)

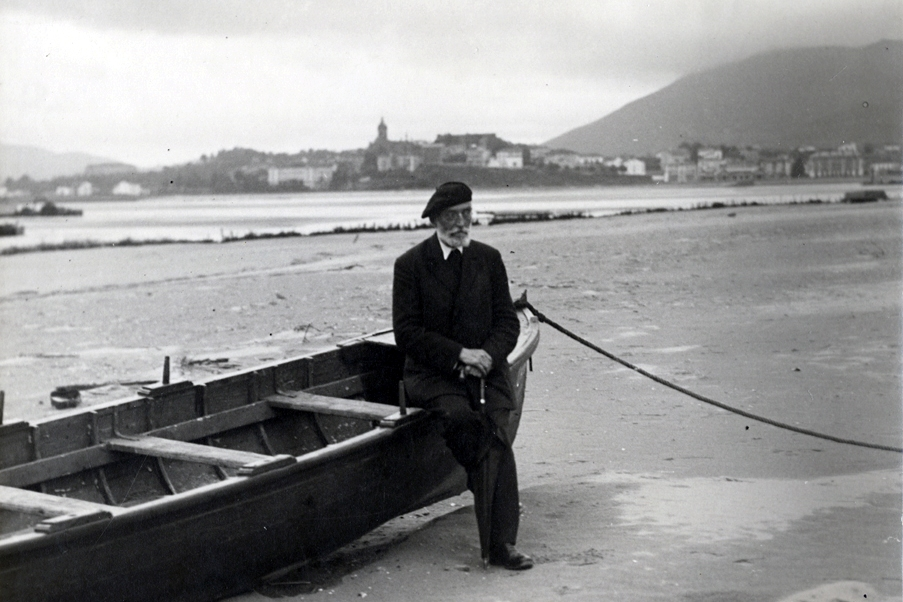
W Hendaye; za rzeką Hiszpania

Latem 1925 Unamuno opuścił Paryż i osiedlił się w Hendaye. Historycy przypuszczają, że chodziło o kwestie praktyczne, jako że jeden z przyjaciół Unamuno miał tam rezydencję oraz szereg przedsiębiorstw; Unamuno twierdził, że mieszkając tuż przy granicy hiszpańskiej jest w stanie wyrządzić reżimowi większe szkody. Ambasador hiszpański domagał się, by rząd francuski zabronił pisarzowi przebywania w departamentach przygranicznych; prefekt Basses-Pyrénées istotnie zaproponował Unamuno przeprowadzkę, ale sugestia ta nie miała charakteru ultymatywnego i została odrzucona. Pisarz zbliżył się w tym czasie do nowo powstałej grupy Alianza Republicana, skupiającej szerokie grono tak umiarkowanych jak radykalnych emigrantów. W maju 1926 nowa amnestia teoretycznie objęła także Unamuno; pisarz ją zignorował. Latem 1926 był prawdopodobnie zaangażowany w zbieranie funduszy na powstanie w Asturii, do którego ostatecznie nie doszło. Po fiasku kolejnej próby rebelii, tzw. Sanjuanady, Unamuno skoncentrował się na działalności wydawniczej: stał się spiritus movens tygodnika Hojas Libres, rozprowadzanego konspiracyjnie w Hiszpanii. Stał się też, obok Blasco Ibañeza, symbolem republikańskiej opozycji emigracyjnej; w jej imieniu podpisywał m.in. dokumenty o współpracy z republikanami włoskimi. Reżim Primo utworzył w Paryżu specjalną placówkę, która poprzez własną propagandę miała neutralizować propagandę Unamuno. Wysiłki hiszpańskiej dyplomacji odnośnie relokacji pisarza przyniosły skutek i latem 1928 otrzymał on administracyjny nakaz osiedlenia się na północ od Loary.

### Ponownie Paryż (1928–1930)
Unamuno osiedlił się ponownie w Paryżu i do roku 1929 kontynuował wydawanie Hojas Libres. Jego źródła utrzymania pozostają nieznane, choć wiadomo, że Uniwersytet w Salamance wypłacał mu pensję w miesiącach letnich, kiedy podczas wakacji nie był zobowiązany do obecności na uczelni. W drugiej połowie 1928 zaangażował się w kolejną próbę insurekcyjną; podobnie jak poprzednie, w przypadku emigranckich intelektualistów (Unamuno, Ortega, Marañón, Esplá, Manteca, Alba) sprowadzała się ona do wykorzystywania kontaktów personalnych, mobilizacji potencjalnych uczestników i wsparcia moralnego, choć dyskutowano też o kształcie przyszłego rządu, rozumianego jako tymczasowa „dirección civil constitucionalista”, obywatelski dyrektoriat. Akcję koordynował były liberalny premier José Sánchez Guerra. W styczniu 1929 zakończyła się ona takim samym fiaskiem jak wszystkie poprzednie; mający być ośrodkiem rebelii garnizon w Walencji pozostał bierny. Wiosną 1929 zamiast polityków i wojskowych Unamuno skoncentrował się na próbie mobilizacji młodzieży akademickiej; publikując listy otwarte i wzywając do obywatelskiego nieposłuszeństwa, jako hasło promował slogan “justicia, moralidad, verdad”, co uruchomiło kolejne protesty hiszpańskiego ambasadora wobec francuskiego MSZ. Pozostawał dalej aktywny w poddanej coraz większej fragmentacji grupie Alianza Republicana. W początkach roku 1930 role Unamuno i Primo się odwróciły; w końcu stycznia rozgoryczony malejącym poparciem dyktator złożył królowi dymisję i wyjechał do Paryża.

### Hiszpania (1930–1931)

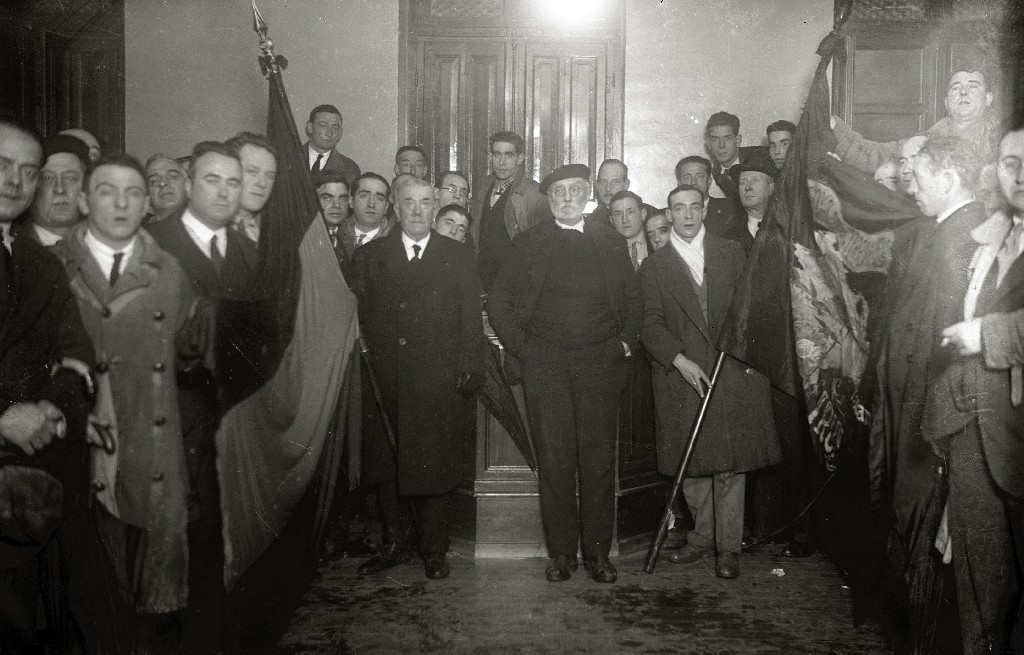
Powrót do Hiszpanii, 1930

W początkach lutego 1930, po amnestii ogłoszonej przez nowego premiera Berenguera, Unamuno przez Irún powrócił do kraju i 13 lutego objął na nowo katedrę na Uniwersytecie w Salamance; pierwszy po sześcioletniej przerwie wykład rozpoczął słowami „jak mówiliśmy na ostatnim spotkaniu...”. Podjął na nowo aktywną działalność publicystyczną przeciw monarchii. Był witany owacyjnie na dworcu kolejowym w Madrycie i zebrał tłumy na wykładzie w tamtejszym Ateneo; zakończył się on okrzykami „niech żyje republika!” i „śmierć królowi!”. Doszło po nim do zamieszek ulicznych, w wyniku których jedna osoba zginęła a 17 zostało rannych. Dyrektor Seguridad Emilio Mola wykazał postawę koncyliacyjną i zdymisjonował szefa madryckiej policji. Zamieszki przeniosły się na prowincjonalne uniwersytety. Rząd nakazał Unamuno powrót do Salamanki, a pisarz natychmiast zastosował się do polecenia, choć we wrześniu 1930 był jednym z mówców na wielkim republikańskim mityngu na Plaza de Toros w Madrycie. Po kolejnej próbie zamachu stanu z grudnia 1930 – w którą najprawdopodobniej nie był zaangażowany – zachowywał przez kilka tygodni milczenie, ale wiosną 1931 powrócił do działalności propagandowej; w marcu wygłosił w madryckim Ateneo silnie zabarwiony republikanizmem wykład nt. Simona Bolivara. Podczas wyborów samorządowych z kwietnia 1931 był kandydatem Conjunción Republicano-Socialista do władz Salamanki i bez trudu uzyskał mandat. Wkrótce potem z balkonu magistratu mógł ogłosić proklamowanie II Republiki.

## Druga Republika (1931–1936)

### Parlamentarzysta
W wyborach z czerwca 1931 Unamuno wystartował z w okręgu Salamanka; jako kandydat niezależny znalazł się na liście, którą wystawiła tzw. Conjunción republicano-socialista, ogólnokrajowy sojusz partii republikańskich i PSOE. Otrzymał prawie 29 tysięcy głosów i bez trudu zdobył mandat do Congreso de Diputados. Wstąpił do klubu niezależnych republikanów, liczącego 14 posłów. W ciągu ponad 2 lat wygłosił 6 przemówień na sali plenarnej, 4 w okresie prac nad konstytucją jesienią 1931, a 2 latem 1932; większość odbiła się dużym echem w prasie. Występował przeciw separatyzmom domagając się przyznania ochrony dla języka hiszpańskiego jako spoiwa kulturowego narodu, krytykował próby przerzucenia odpowiedzialności za edukację na władze lokalne, sprzeciwiał się tzw. Prawu Obrony Republiki twierdząc, że inkwizycja dawała obywatelom więcej swobód, oraz występował przeciw projektowi autonomii Katalonii jako zbyt daleko idącemu. Zgłosił wraz z innymi intelektualistami jedną – dotycząca języka – poprawkę do projektu konstytucji. W krótkich interwencjach wielokrotnie krytykował tryb debaty nad konstytucją i ustawami, protestował też przeciw jego zdaniem stronniczemu prowadzeniu obrad i niedopuszczaniu do głosu niektórych posłów. Po dwu latach był niemal całkowicie rozczarowany republikańskim parlamentaryzmem, który jego zdaniem ześlizgiwał się coraz bardziej w wojownicze partyjno-ideologiczne sekciarstwo. Prywatnie sam również potrafił być agresywny, choć potem się swoich słów wypierał. Mimo namów ze strony Partii Radykalnej, po rozwiązaniu parlamentu nie zdecydował się kandydować w kolejnych wyborach z jesieni 1933.

### Inne funkcje

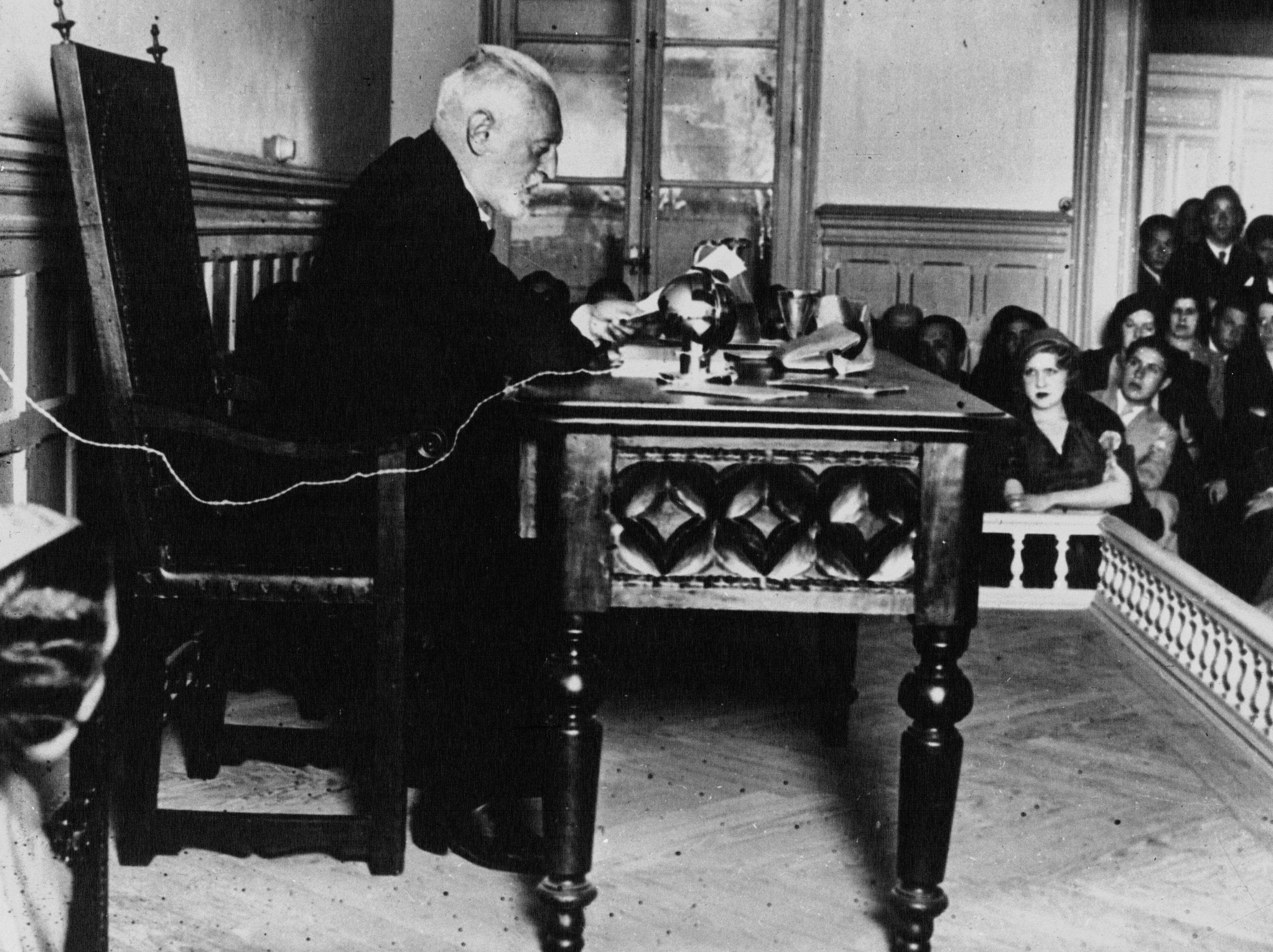
Wykład, 1932

Aż do końca Republiki Unamuno pełnił funkcję radnego rady miejskiej w Salamance, przez którą został wybrany dożywotnim honorowym przewodniczącym. Wiosną 1931 został wybrany na rektora Uniwersytetu w Salamance, którą to funkcję objął po 16 latach przerwy. W tym samym czasie nowy republikański rząd mianował go na przewodniczącego Consejo de Instrucción Pública, ciała doradczego funkcjonującego przy ministrze edukacji; z funkcji tej zrezygnuje za 2 lata, nie zgadzając się z postępującą laicyzacją oświaty. Pod koniec roku 1932 został wybrany do Akademii Języka Hiszpańskiego. W roku 1934 Unamuno skończył 70 lat i przeszedł formalnie na emeryturę; od tej pory nie prowadził już wykładów. Wydarzeniu temu towarzyszyły uroczystości, w których uczestniczył m.in. prezydent Niceto Alcalá-Zamora, a uniwersytet mianował go dożywotnim rektorem honorowym. Był członkiem wielu stowarzyszeń kulturalnych i naukowych. Choć generalnie unikał tych o charakterze politycznym, był jednym ze współzałożycieli Comité Antifascista, założonego po dojściu Hitlera do władzy. W roku 1935 został mianowany honorowym obywatelem Republiki. W roku 1935 uniwersytet w Salamance zgłosił jego kandydaturę do literackiej nagrody Nobla, do której zresztą nominowany był już kilka razy wcześniej. Tym razem jednak uchodził za zdecydowanego faworyta. Ostatecznie nagrody literackiej w roku 1935 nie przyznano, a wśród przyczyn wymienia się m.in. zakulisowe działania ze strony Niemiec.

### Publicysta

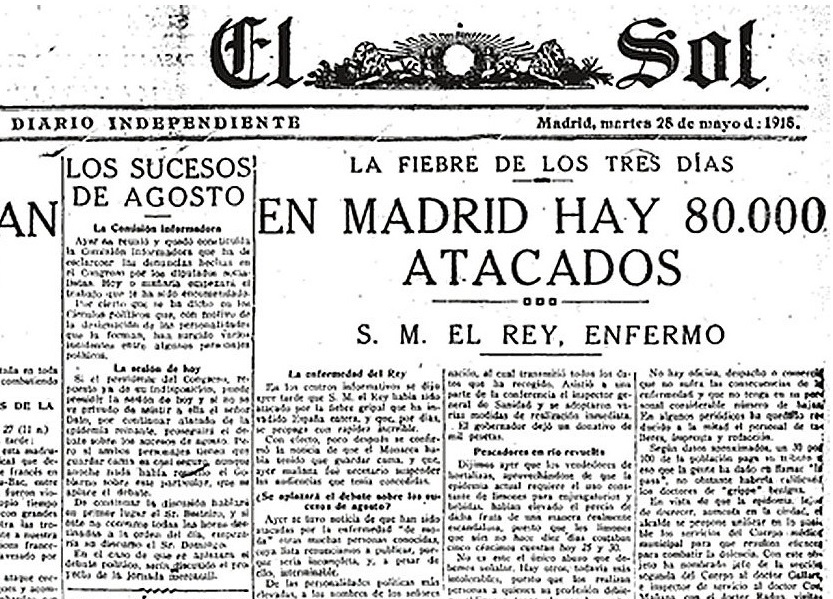
Winieta El Sol

Przez cały okres republikański Unamuno pozostawał bardzo aktywny jako publicysta. W latach 1931–1932 publikował głównie w liberalnym dzienniku El Sol, z którym zaprzestał współpracy gdy ten, przechodząc przemiany właścicielskie, zatracił dotychczasowy charakter. W roku 1933 związał się z centrowym niezależnym dziennikiem Ahora; była to jedna z gazet o największym nakładzie w ówczesnej Hiszpanii, przyciągająca wielu wybitnych intelektualistów jak Pio Baroja, Ramiro Maeztu czy Ramón Valle-Inclan. W latach 1934–1936 Unamuno publikował już wyłącznie w Ahora, rezygnując ze współpracy z niektórymi dziennikami lokalnymi; uważał to pismo za „autentyczną trybunę, dzięki której mogę wpływać na rodaków”. W związku z zaawansowanym wiekiem regularne pisanie do prasy stanowiło dla Unamuno duże intelektualne i psychologiczne wyzwanie, męczące, a często całkowicie wyczerpujące; starał się mu sprostać, swoją publicystykę traktując jako obywatelski obowiązek i formę kształtowania postaw. Zabierał głos w wielu kwestiach, dotyczących życia publicznego: ustroju, prawa, polityki bieżącej, kwestii społecznych, religii, historii, kultury, nauki i sztuki; łącznie napisał ok. 120 tekstów dla Sol, ok. 250 dla Ahora i kilkanaście dla innych gazet. Większość z nich ma charakter odautorskich esejów, niektóre jednak pisane są w nieco bardziej prywatnej i emocjonalnej stylistyce „listów do przyjaciela” lub jako cokolwiek kronikarskie „refleksje bieżące”. Ostatni tekst, opublikowany 19 lipca 1936 i pisany krótko wcześniej, jest zaproszeniem do wykorzystania letnich wakacji jako okazji do podróży w głąb samego siebie.

### Poglądy polityczne
Chociaż pozostawał zdeklarowanym republikaninem, już od schyłku roku 1931 dawał wyraz rosnącemu rozczarowaniu formułą, jaki przyjęła republika. Niepokoiło go przede wszystkim rosnące sekciarstwo i dążenie do zawłaszczenia państwa przez partie. Ostrze krytyki kierował jednak nie ku ekstremom (np. alfonsistom czy karlistom na prawicy, a komunistom czy socjalistom na lewicy), ale ku partiom republikańskim. Początkowo oskarżał tzw. „diputados jabalíes”, republikańskich jakobinów. Potem jego szczególną antypatię budził premier i późniejszy prezydent Manuel Azaña, który dzięki inteligencji, błyskotliwości i erudycji wyrządził zdaniem Unamuno szczególne szkody życiu politycznemu republiki; w czerwcu 1936 Unamuno stwierdził publicznie, że Azaña jako akt patriotyzmu powinien popełnić samobójstwo. Pisarz był poruszony falą antyreligijnej przemocy oraz wojowniczo laickim kursem Republiki; autonomię dla Katalonii i potencjalnie swojej rodzimej Baskonii uważał za mnożenie posad i swoiste kultywowanie lokalnego kacykizmu. Nie deklarował się politycznie jako zwolennik żadnej partii ani opcji ideologicznej, aczkolwiek historycy kategoryzują go jako przedstawiciela dziewiętnastowiecznego, inspirowanego przez francuskie wzory liberalizmu. Systematycznie wypowiadał się jednak przeciw wszelkim próbom obalenia konstytucyjnego porządku, czy to w przypadku prawicowej Sanjurjady czy to anarchistycznych powstań albo rewolucji w Asturii. W roku 1935 Unamuno przyjął w domu José Antonio Primo de Riverę i na jego zaproszenie uczestniczył w mityngu Falangi; potem jednak w listach twierdził, że został zmanipulowany, a w prasie opublikował bardzo krytyczne wobec tej organizacji uwagi.

## Unamuno wobec hiszpańskiej wojny domowej (1936)

### Antecedencje
Stanowisko jakie zajął Unamuno wobec zamachu stanu z lipca 1936 roku jest niejasne i do dziś stanowi przedmiot kontrowersji. Niektóre wiążą się z kwestiami poprzedzającymi spisek generałów, jak np. z problemem stosunku pisarza do II Republiki. Unamuno uważany jest za jednego z ojców duchowych republikańskiego reżimu, w którym widział polityczną szansę na modernizację Hiszpanii. Jednak już od końca roku 1931 pisarz zaczął dystansować się od wcielanej w życie politycznej formuły; aczkolwiek nie występował przeciw Republice jako takiej, z czasem zaczął otwarcie krytykować ustrój, zarzucając mu promocję sekciarstwa i barbaryzację życia publicznego. Ponieważ Unamuno był szczególnie zaniepokojony protorewolucyjnym kursem, obranym po wyborczym zwycięstwie Frontu Ludowego, pytanie na ile pisarz identyfikował się jeszcze z ustrojem kraju pozostaje otwarte. Inną kontrowersyjną kwestią jest problem stosunku Unamuno do wojny domowej jako takiej. Od początku swojej kariery literackiej i publicystycznej przez kilka dekad pisarz systematycznie głosił pochwałę „guerra civil”. Większość badaczy twierdzi, że Unamuno miał na myśli metaforyczną walkę poglądów; niektórzy jednak uważają, że pisarz mógł dopuszczać konfrontację militarną jako formę rozwiązywania dialektycznych sprzeczności, zwłaszcza w okresie dyktatury Primo de Rivery. Nie ulega natomiast żadnej wątpliwości wrogość Unamuno wobec hiszpańskiego militaryzmu i pretoriańskiej tradycji politycznej.

### Pierwsze tygodnie wojny
Zamach stanu z lipca 1936 zastał Unamuno w Salamance, która natychmiast znalazła się pod kontrolą Nacjonalistów. Pisarz – który oprócz funkcji honorowego rektora na uniwersytecie był również członkiem wybieranej w wyborach lokalnych Rady Miejskiej – przyjął bez sprzeciwu rozwiązanie tego ciała przez nowe władze wojskowe, a następnie zaakceptował nominację do nowych, komisarycznych władz miasta. W przemówieniu na forum rady z 26 lipca Unamuno stwierdził, że będzie nadal służył Hiszpanii, w której „zdrowe siły kraju uzbroiły lud”. W sierpniu przekazał 5.000 peset – ogromną kwotę, równą połowie jego rocznych profesorskich zarobków – na potrzeby wojska, choć niektorzy historycy powątpiewają w prawdziwość donacji. We wrześniu jako rektor podpisał oficjalne oświadczenie wydane przez Uniwersytet, w którym mowa jest o hiszpańskiej obronie chrześcijańskiej cywilizacji zachodniej przed „destrukcyjną wschodnią ideologią” i kilkakrotnie brał udział w różnych uroczystościach, w tym w ceremonii proklamowania Franco jako szefa rządu. W rozmowach z dziennikarzami deklarował się jako zwolennik rebeliantów i powtarzał tezy o obronie cywilizacji zachodniej. Jako rektor przewodniczył uniwersyteckiej komisji, która przeprowadziła czystki wśród kadry zwalniając profesorów uznanych za zbyt lewicowych. W związku z docierającymi do Madrytu doniesieniami o postawie Unamuno prezydent Azaña zdymisjonował go ze stanowiska rektora, czego pisarz nie przyjął do wiadomości.

### Incydent podczas Dnia Kolumba
Z różnych źródeł wiadomo, że już od końca lipca Unamuno był coraz bardziej rozczarowany wobec rządów nacjonalistów; filozof był wstrząśnięty informacjami o rozlewającej się fali przemocy. Nie są znane jakiekolwiek publiczne czy prywatne protesty pisarza, wiadomo jednak że podczas osobistego spotkania z Franco wstawił się za uwięzionymi przyjaciółmi. Do historii przeszły wydarzenia z 12 października na Uniwersytecie, w którym odbywały się uroczystości z okazji Dnia Kolumba. Unamuno reprezentował na nich nie tylko urząd rektora, ale na prośbę nieobecnego Franco również jego samego. Przebieg wydarzeń jest sporny. Unamuno, poirytowany przemówieniami dyskredytującymi Basków i Katalończyków wystąpił w ich obronie, stwierdzając również że przeciwnika należy „przekonać, a nie tylko pokonać”. W utarczce słownej z generałem Millán-Astray, która nastąpiła zaraz potem, oprócz ironicznych uwag wobec swojego oponenta Unamuno zaprotestował przeciw rządom siły. Według niektórych przed linczem uchroniła rektora żona Franco, która z pisarzem pod rękę opuściła budynek; inni twierdzą, że większość relacji jest przesadnie udramatyzowana. W kilka dni potem Unamuno został zdymisjonowany z rady miejskiej oraz – tym razem przez nacjonalistów – ze stanowiska rektora. Odtąd pisarz całkowicie wycofał się z życia publicznego; według niektórych pozostawał w areszcie domowym.

### Hunowie i Hinni

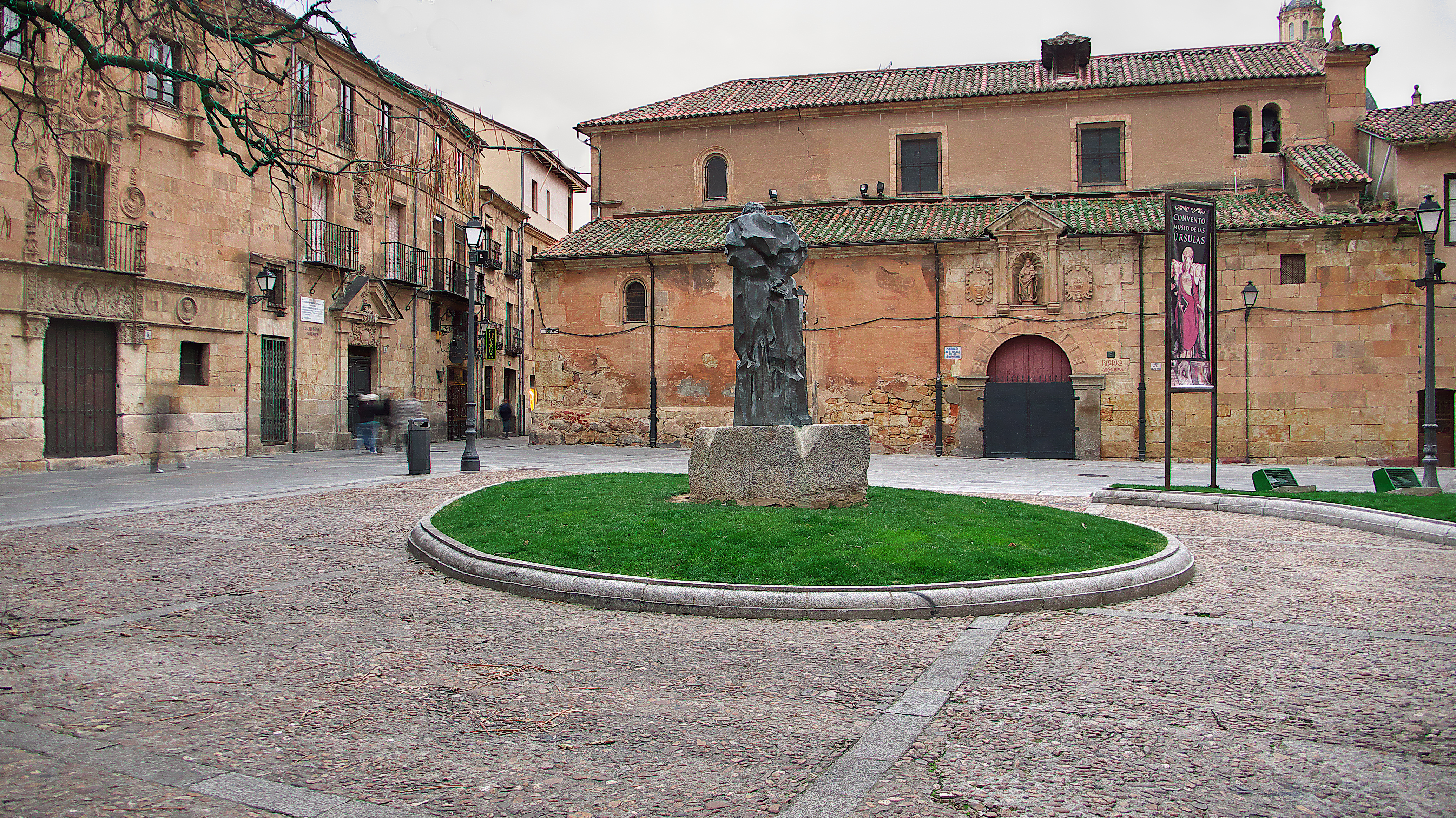
Dom, w którym zmarł Unamuno (z lewej, w głębi); w centrum pomnik Unamuno

Unamuno nadal jednoznacznie piętnował sytuację w strefie republikańskiej jako „barbarzyński, antyobywatelski reżim bolszewicki”, niemniej po incydencie z połowy października jego poglądy dotyczące nacjonalistów stały się niejasne. Z jednej strony, nadal pokładał nadzieję w „rządzie z Burgos” i „ruchu którym chwalebnie kieruje generał Franco”, z drugiej również władzę nacjonalistów określał jako barbarzyńskie i nieludzkie „rządy terroru”. W niektórych sformułowaniach przyznawał, że „idzie z żołnierzami”, w innych pisał, że „pod rządami wojskowych nic nie może się udać”. Występował w obronie „chrześcijańskiej cywilizacji zachodniej”, a jednocześnie atakował praktyki nacjonalistów jako afrykańskie zdziczenie. Szydził z falangistów, ale ich pełne rewerencji odwiedziny przyjmował u siebie w domu. W planie politycznym obawiał się faszyzacji, w planie kulturowym dalszej umysłowej infantylizacji, a w planie ludzkim – morza przelanej krwi. Obie strony wojny domowej określił za pomocą kalamburu „los hunos y los hotros”. Jego diagnoza polityczna pozostaje niejasna. Początkowo widział rządy generałów w kontekście nowoczesnych formuł ustrojowych takich jak faszyzm i totalitaryzm; przed śmiercią wskazywał jednak raczej na historię Hiszpanii, uważając reżim za rewanż kastowego militaryzmu i inspirowany przez karlistów triumf „pogańskiego chrześcijańskiego tradycjonalizmu”.

### Próby interpretacji
Historycy proponują różne interpretacje postawy Unamuno z okresu po lipcu 1936. Według jednych była ona wyrazem dezorientacji i niedoinformowania. Według innych wręcz przeciwnie, była ona logiczną konsekwencją jego zawsze ambiwalentnej i uwikłanej w dialektyczne sprzeczności osobowości. Jeszcze inni uważają, że była ona konsekwencją, ale nie ambiwalencji, a integralnej wizji cywilizacji zachodniej. Niektórzy spekulują, że w swoich początkowych deklaracjach Unamuno mógł być nieszczery i że prowadził z władzami wojskowymi grę, obawiając się o bezpieczeństwo swoje i swoich dzieci. Są i tacy, dla których początkowe poparcie Unamuno dla zamachowców pozostaje „niepojęte”. Generalnie przeważa opinia, że rozczarowany wobec protorewolucyjnego kursu II Republiki, Unamuno początkowo uznał, że krótkotrwała wojskowa dyktatura jest lepsza niż bolszewizacja Hiszpanii; kiedy stwierdził, że rządy generałów ewoluują w stronę budowy trwałego systemu opartego na masowym terrorze, wycofał poparcie również dla nich. Zdaniem niektórych, początkowy akces Unamuno do obozu nacjonalistów był wręcz formą obrony Republiki przed jej sekciarskimi wypaczeniami. Inni wskazują, że jeszcze w grudniu 1936 pisarz uważał Franco za apolitycznego zwolennika prawa i porządku, a za falę krwawych nacjonalistycznych represji winił generała Molę.

## Dzieła

### Powieści
- Pokój wśród wojny (1975), (Paz en la guerra, 1895) – czas akcji to III wojna karlistowska, którą autor przeżył jako dziecko. Autor przedstawia problem jednostki wobec świata, uwarunkowany poznaniem śmierci.
- Miłość i pedagogika (Amor y pedagogía, 1902) – łączy elementy komiczne i tragiczne aby pokazać, że socjologia pozytywistyczna jest absurdem.
- Recuerdos de niñez y mocedad (1908) – powieść autobiograficzna, autor wspomina pierwsze lata życia w Bilbao.
- El espejo de la muerte (1913) – zbiór opowiadań.
- Mgła (1958), (Niebla, 1914), jedno z kluczowych dzieł Unamuno, które nazywa nivola (zamiast novela, hiszp. powieść) – gatunek literacki stworzony przez autora, aby wyzwolić dzieła od sztywnych ram powieści.
- Abel Sánchez: Opowieść o namiętności (Abel Sánchez, 1917) – analiza zazdrości na podstawie tekstu biblijnego o Kainie i Ablu.
- Tulio Montalbán (1920) – nowela, której tematem jest upadek osobowości bohatera, zniszczonej przez jego własny wizerunek publiczny.
- Trzy nowele przykładowe i prolog (1959), (Tres novelas ejemplares y un prólogo, 1920)
- Ciotka Tula (1978), (La tía Tula, 1921) – pragnienie macierzyństwa, temat przedstawiony także w Amor y pedagogía i Dos madres.
- Teresa (1924)
- Jak się tworzy powieść (2021), (Cómo se hace una novela, 1927) – trudne do jednoznacznego sklasyfikowania dzieło, w którym autor dokonuje wiwisekcji swojego utworu in statu nascendi.
- Święty Manuel Dobry, męczennik i trzy inne opowieści (1985), (San Manuel Bueno, mártir, 1930)
- Don Sandalio, jugador de ajedrez (1930)

## Inne
- Agonia chrystianizmu (2002), (La agonía del Cristianismo, 1925) – zbiór esejów
- Chrystus Velazqueza (2006), (El Cristo de Velázquez, 1920) – poemat religijny
- Dziennik intymny (2003), (Diario intimo, 1966)
- O poczuciu tragiczności życia wśród ludzi i wśród narodów (1984), (Del sentimiento trágico de la vida en los hombres y en los pueblos, 1913)